# Strong Vincent
Strong Vincent, né le 7 juin 1837 à Waterford en Pennsylvanie et mort le 7 juillet 1863 à Gettysburg, est un avocat devenu célèbre en tant qu'officier de l'armée américaine pendant la guerre de Sécession. Il a été mortellement blessé alors qu'il menait sa brigade au cours des combats à Little Round Top, le deuxième jour de la bataille de Gettysburg, et est décédé moins d'une semaine plus tard.

## Biographie

### Naissance et éducation
Vincent est né à Waterford en Pennsylvanie, fils du métallurgiste B.B. Vincent et de Sarah Ann Strong. Il a étudié au Trinity College puis à l'Université de Harvard dont il est diplômé en droit en 1859. Il a pratiqué le droit à Érié, en Pennsylvanie .

### Guerre de Sécession
Il s'engage le 14 septembre 1861 dans l'armée de l'union, d'abord promu lieutenant-colonel dans le 83e régiment d'infanterie de Pennsylvanie. Il sera promu en juin 1862 colonel de ce régiment à la suite de la mort de son commandant dans la Bataille des Sept Jours.
Il développe le paludisme ce qui le force à prendre un congé jusqu'à la bataille de Fredericksburg. Le 20 mai 1863 à la suite du décès de son commandant de brigade à la bataille de Chancellorsville, il reçoit le commandement de cette dernière. Il commande à la bataille de bataille de Upperville.
Le 2 juillet 1863, à la bataille de Gettysburg, la 3e brigade, 1re division, V Corps de l'Armée du Potomac que commande Vincent reçoit l'ordre de se placer sur le flanc extrême gauche de l'armée de l'union sur la colline de Little Round Top.

### Gettysburg
Vincent, sans consulter ses supérieurs, décide que sa brigade est dans la position idéale pour défendre Little Round Top. L'un des régiments de Vincent, la 20e Maine, dirigé par le colonel Joshua Lawrence Chamberlain, a reçu la majeure partie de la renommée pour la défense de Little Round Top, mais il y a peu de doute que les efforts et le courage de Vincent ont contribué à la victoire de l'Union.
Vincent, après avoir insisté auprès de Chamberlain sur l'importance de tenir la position de la brigade sur le flanc gauche, part ensuite pour assister à flanc droit. Là, le régiment d'infanterie du 16e Michigan commence à céder à la pression de l'ennemi. Hissé sur un rocher, Vincent brandit une cravache offert par sa femme et crie à ses hommes : « Ne cédez pas d'un pouce ! ». Il est alors frappé par balle qui l'atteint à la cuisse et à l'aine.
La détermination des régiments d'infanterie 20e Maine, du 44e New York, du 83e Pennsylvania et du 16e Michigan, maintient la ligne des troupes de l'Union et résiste à l'assaut confédéré. Vincent est évacué de la colline vers une ferme voisine, où il meurt cinq jours plus tard en raison de la gravité de ses blessures.
Le commandant de l'armée du Potomac, le Maj. Gen. George G. Meade , recommande Vincent pour la promotion au titre de général de brigade dans la soirée du 2 juillet. La promotion est datée du 3 juillet 1863, mais il est douteux que Vincent ai été au courant de cette promotion honorifique avant sa mort. La femme de Vincent donne naissance à une petite fille deux mois plus tard, décédée avant d'atteindre l'âge d'un an et enterrée à côté de son père.

## Hommage
Vincent est enterré au cimetière d'Érié. Il est immortalisé par une statue sur le monument au 83e Pennsylvania sur Little Round Top, par une statue érigée en 1997 à la Blasco Memorial Library d'Érié, et la Strong Vincent High School de la même ville est baptisée en son nom. La partie de Little Round Top au sud-est de Sykes Avenue sur le champ de bataille de Gettysburg est connu comme « l'Éperon de Vincent ». Le 1-112 d'infanterie de l'Armée de la Garde nationale de Pennsylvanie en poste à Cambridge Springs utilise l'indicatif d'appel « Strong ! » en reconnaissance du courage, de la détermination et du sacrifice de Vincent.
Vincent est dépeint dans le film Gettysburg par Maxwell Caulfield .